# Rothenberg (Spessart)
Der Rothenberg ist ein 456 m ü. NN hoher, komplett bewaldeter Berg im Landkreis Main-Spessart im bayerischen Spessart. Der Gipfel und der Südhang gehört zur Gemarkung Rothenberg (Gemeinde Rechtenbach), der Gipfel speziell zur Flur Schiefernschlag. Der Nordhang gehört zum Stadtgebiet von Lohr am Main.
Am Südhang des Berges befinden sich der ehemalige Sandsteinbruch Steinernes Haus und das Naturdenkmal Kobertsquelle.